# Moses Zacuto
Moses Zacuto (Ámsterdam, 1625 - Mantua, 1697), fue un místico, poeta y dramaturgo judío. En su juventud fue compañero de estudios de Baruch Spinoza. Llegó a rabino en diversas ciudades de Italia, como Venecia y Mantua, donde murió. Fue un estudioso de la Cábala, escribiendo más de cuarenta poemas litúrgicos, fundamentalmente cabalísticos. También fue dramaturgo, y sus obras, inspiradas formalmente en el teatro italiano coetáneo, son generalmente de temas bíblicos; destaca, entre ellas, Yesod Olam, escrita en Ámsterdam, en 1642.